# 서울주소방서
서울주소방서(西蔚州消防署, Ulsan Dongbu Fire station)는 울산광역시 울주군의 일부 지역을 관할하는 울산광역시 소방본부 산하의 소방서이다.

## 연혁
- 2021년 7월 1일 개서.

## 관할센터 및 관할구역
| 명칭            | 사진 | 주소                       | 관할구역 | 지역대 |
| --------------- | ---- | -------------------------- | -------- | ------ |
| 언양119안전센터 |      | 울주군 삼남읍 도호길 72-37 |          |        |
| 범서119안전센터 |      | 범서읍 구영앞길 99         |          |        |
| 두서119안전센터 |      | 두서면 인보로 85           |          |        |
| 삼동119지역대   |      | 삼동면 삼동로 785          |          |        |
| 상북119지역대   |      | 상북면 길천산업로 129      |          |        |

## 같이 보기
- 대한민국 소방청
- 대한민국의 소방
- 소방관 계급